# Vilmos Schulek
Dans le nom hongrois Schulek Vilmos, le nom de famille précède le prénom, mais cet article utilise l’ordre habituel en français Vilmos Schulek, où le prénom précède le nom.
Vilmos Schulek, né le 21 avril 1843 à Pest et mort le 13 mars 1905 à Budapest, est un ophtalmologue, un chirurgien et un professeur hongrois membre de l'Académie hongroise des sciences.

## Biographie
Membre la famille Schulek, il est le fils de Agoston Schulek (†1869), homme d'affaires et politicien, associé de Louis Kossuth dans diverses entreprises et premier secrétaire du ministère des Finances, et de Auguszta Zsigmondy (†1844). Il étudie à l'Université de Vienne et à celle de Budapest et obtient son doctorat de médecine en 1868. Il effectue des voyages d'étude à Berlin, Utrecht, Paris, Londres ainsi qu'en Suisse. Il travaille de 1867 à 1872 comme assistant du professeur Ferdinand von Arlt (de) et devient en 1872 professeur d'ophtalmologie à Kolozsvár. Il est recteur de l'Université de Kolozsvár entre 1873 et 1874. Il rejoint l'Université de Budapest en 1873 où il sert comme recteur entre 1890 et 1891 et comme recteur émérite en 1904. Il est alors le plus célèbre chirurgien ophtalmologue de Hongrie. 
Schulek se concentre principalement sur l'ophtalmologie chirurgicale, un domaine dans lequel il développe de nouvelles techniques. Il est l'un chirurgien oculaire de premier plan de la fin du siècle, effectuant des chirurgies avec un faible degré de perte de vision. Il améliore les traitements chirurgicaux pour les troubles oculaires, les troubles de la vision pathologiques, tels que les procédures chirurgicales pour le globe oculaire, l'iris et la conjonctive, le rétrécissement des pupilles, les cataractes et les cils. Il est également largement impliqué dans le traitement des troubles de la vision tels que le strabisme, la myopie, le glaucome, l'érythropsie ou encore le ptérygion. Il travaille aussi comme ingénieur médical, développant plusieurs lunettes à rayonnement ultraviolet et perfectionnant les instruments chirurgicaux utilisés dans la chirurgie de la cataracte. En plus de son travail pratique, on lui doit plus de 350 publications qui ont une reconnaissance mondiale. Il est considéré comme le fondateur de l'école hongroise d'ophtalmologie. 
Il est nommé, à l'occasion du jubilé de ses 25 ans de professorat, conseiller royal ministériel titulaire en 1897. Correspondant dès 1889, il devient membre de l'Académie hongroise des sciences en 1902. Il est membre du Conseil national de la santé publique, membre fondateur et premier vice-président de la Société hongroise d'édition médicale, ainsi que membre fondateur du conseil d'administration de l'Association médicale royale de Budapest.
Il est le frère de l'architecte Frigyes Schulek (1841-1919), l'oncle de l'architecte János Schulek (1872-1948) et le grand-père du compositeur et chef d'orchestre Imre Sulyok (1912-2008). Il est le beau-frère du magnat Konrád Burchard-Bélaváry et le cousin du Prix Nobel Richard Adolf Zsigmondy, de Emil Zsigmondy et du mathématicien Karl Zsigmondy.

Il est enterré au cimetière national de Fiumei út.

## Littérature
- (de) J. Lauber: Schulek, Vilmos (Wilhelm), In: Österreichisches Biographisches Lexikon 1815–1950 (ÖBL). Band 11. Verlag der Österreichischen Akademie der Wissenschaften, Wien 1999,  (ISBN 3-7001-2803-7), S. 315 f.
- (hu) Új magyar életrajzi lexikon V. (P–S). Főszerk. Markó László. Budapest: Magyar Könyvklub. 2004. 1055. o.  (ISBN 963-547-414-8)
- (hu) Ágnes Kenyeres (dir.), Magyar életrajzi lexikon II. (L-Z) [« Encyclopédie biographique hongroise »], Budapest, Akadémiai kiadó, 1969, « Schulek Vilmos »
- (hu) « Schulek Vilmos », Vasárnapi Ujság, vol. 44, no 8,‎ 21 février 1897, p. 113-114 (lire en ligne)